# Сергеев, Дмитрий Сергеевич (футболист)
Дми́трий Серге́евич Серге́ев (род. 3 апреля 2000, Санкт-Петербург) — российский футболист, полузащитник клуба «Арсенал» Тула.

## Биография
23 июня 2021 года перешёл на правах аренды в «Балтику». Зимой 2022 года вернулся в «Зенит-2».
21 мая 2022 года в гостевом матче против «Нижнего Новгорода» дебютировал за основной состав «Зенита» в матче 30-тура чемпионата России, выйдя на замену; матч завершился поражением петербургского клуба со счётом 0:1. 

## Достижения
«Зенит»
- Чемпион России: 2021/22

«Кайрат»
- Чемпион Казахстана: 2024